# Palaina striolata
Palaina striolata é uma espécie de gastrópode da família Diplommatinidae.
É endémica de Palau.